# شرکت بانکداری هنگ‌کنگ و شانگهای
شرکت بانکداری هنگ‌کنگ و شانگهای (انگلیسی: The Hongkong and Shanghai Banking Corporation) شرکت خدمات مالی و بانکداری هنگ کنگی است، که در سال ۱۸۶۵ توسط توماس ساترلند تأسیس شد.